# ダイナソー拓真
条柴 拓真（じょうしば たくま、1992年7月19日 - ）は、日本のプロレスラー。

## 経歴
2015年7月19日、CLUB-K 3000にてK-DOJOの規定で本名が公開できないため練習生サクラ（仮）の名前で紹介される。11月1日、ダイナソー拓真のリングネームで、同期の最上九とGO浅川とのタッグマッチでデビュー。試合はパートナーで同日デビューの吉田綾斗が浅川にチキンウイングフェイスロックを決めて勝利。同デビュー戦では恐竜をイメージした柄としっぽの付いたコスチュームで登場。12月27日、K-SPECIAL 年内最終興行のKサバイバートーナメント1回戦敗者ユニットシャッフルタッグマッチで、本田アユムに交差式ブルドッギングヘッドロックを決めて自力初勝利。
2016年2月17日、右腕前腕骨骨折により長期欠場となる。6月3日、CLUB-K SUPER in 新宿FACEにおける6人タッグマッチにて3ヶ月半ぶりに復帰を果たした。
2020年9月22日、2AWTKPガーデンシティ千葉大会において、恐竜をやめて王様に変身。またリングネームをTHE・アンドリュー"キング"拓真に変更し、新ユニット「THE・アンドリューキングダム」を結成。リングネームのアンドリューは「勇気のあるもの、勇ましいもの」を意味し、自身にぴったりだと命名した。王国設立後、入江茂弘とのタッグで2AWタッグ王座を戴冠。
2022年2月23日、クリス・ヴァイス＆横山佳和組に敗れタッグ王座から陥落するとバックステージにて自ら"王様を辞める”と宣言。2月27日、条柴拓真へとリングネームを改める。
2022年12月31日をもって2AWを退団。以降フリーランスとして活動している。

## 得意技
- スピアー
- 交差式ブルドッギングヘッドロック

## タイトル歴
KAIENTAI DOJO
- 第35代STRONGEST-K TAG王座（パートナーは吉野コータロー）
- 第6代、第8代千葉6人タッグ王座 （パートナーは遊馬、吉野コータロー→超人勇者Gヴァリオン、吉野コータロー）

2AW
- 第5代、第9代2AWタッグ王座（パートナーは入江茂弘→吉田綾斗)

## 入場曲
- ダイナソー行進曲 白亜紀章第417番
- 王様万歳

## エピソード
- 練習生サクラ（仮）と紹介された理由は、茨城県出身であることから練習生イバラキ(仮)にする予定だったが、団体にはレフェリーのトミー茨城がいることから紛らわしくなるため、桜川市の桜をとって紹介された。
- プロレスをするきっかけとなった武藤敬司を尊敬している。
- デビュー後に恐竜育成会というファンクラブが発足しているが2020年9月にリングネーム改名後に解散。
- OBである石坂鉄平の後輩である事がツイキャスの番組で判明。
- 無類のスタバ好きで中でもフラペチーノ好きである。
- 猫が好き。
- 王様キャラ変身後、趣味は王様のありがたい演説。特技は皆より偉いこととなった。
- 王様キャラ時代、本人のTwitterにて"王様のお世話係ポール”が日々の言動等を呟いていた